# Ernst Ahl
Pour les articles homonymes, voir Ahl.
 (juillet 2009).
Si vous disposez d'ouvrages ou d'articles de référence ou si vous connaissez des sites web de qualité traitant du thème abordé ici, merci de compléter l'article en donnant les références utiles à sa vérifiabilité et en les liant à la section « Notes et références ».
Ernst Ahl, né Christoph Gustav Ernst Ahl, est un zoologiste allemand, né le 1er septembre 1898 à Berlin et mort probablement en 1945 en Yougoslavie, même si son année de mort est quelquefois située en 1943 ou en 1945 (au 14 février).

## Biographie
Il travaille de 1921 à 1941 comme herpétologiste et  ichtyologiste au musée d'histoire naturelle de Berlin. Il est le directeur de 1927 à 1934 de la revue Das Aquarium.
Ahl est un militant actif du parti Nazi. Il décrit de nombreuses nouvelles espèces dont la plupart son aujourd’hui tombées en synonymies. Il participe ainsi au programme Nazi destiné à faire de l’Allemagne le pays ayant décrit le plus grand nombre d’espèces. Il est mobilisé le 27 août 1939 et est blessé en Pologne. Après son rétablissement, il est envoyé en Afrique du Nord puis en Yougoslavie où il est tué par des Partisans.